# Salina del Rey
Salina del Rey är en ort i Mexiko.   Den ligger i kommunen Sierra Mojada och delstaten Coahuila, i den centrala delen av landet, 900 km nordväst om huvudstaden Mexico City. Salina del Rey ligger 1 040 meter över havet och antalet invånare är 320.
Terrängen runt Salina del Rey är platt.  Trakten runt Salina del Rey är nära nog obefolkad, med mindre än två invånare per kvadratkilometer. Närmaste större samhälle är Laguna del Rey, 9,4 km öster om Salina del Rey. Omgivningarna runt Salina del Rey är i huvudsak ett öppet busklandskap.